# میرکا
میرکا (انگلیسی: Mirka) فیلمی درام به کارگردانی رشید بن حاج است که در سال ۲۰۰۰ منتشر شد. از بازیگران آن می‌توان به باربورا بوبولوا، ژرار دوپاردیو، ونسا ردگریو، فرانکو نرو، ساندرو دُری و سرجو روبینی اشاره کرد.